# Мендам (Њу Џерзи)
Мендам (енгл. Mendham) град је у америчкој савезној држави Њу Џерзи.

## Демографија
По попису из 2010. године број становника је 4.981, што је 116 (-2,3%) становника мање него 2000. године.
| Група             | 2000.         | 2010.         |
| Белци             | 4.846 (95,1%) | 4.641 (93,2%) |
| Афроамериканци    | 23 (0,5%)     | 51 (1,0%)     |
| Азијати           | 72 (1,4%)     | 102 (2,0%)    |
| Хиспаноамериканци | 125 (2,5%)    | 135 (2,7%)    |
| Укупно            | 5.097         | 4.981         |